# Cornelis Rauws

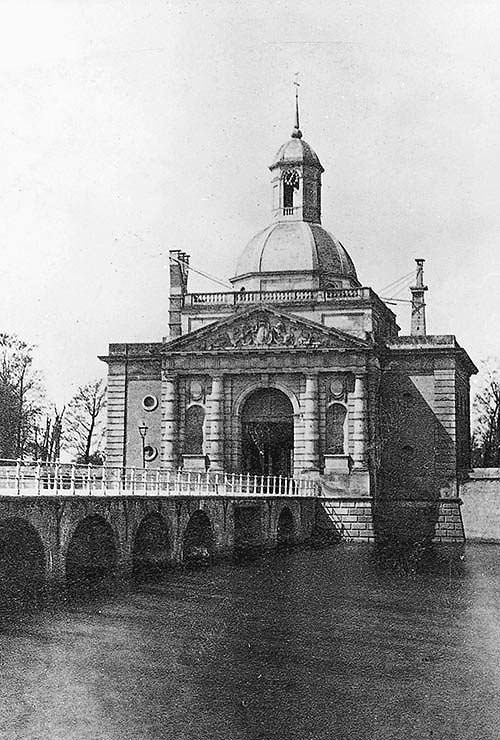
De Muiderpoort

Cornelis Rauws (Woudrichem, 26 februari 1736 - Amsterdam, 11 mei 1772) was een Nederlands architect en directeur-generaal der stadsbouwwerken (stadsarchitect) van Amsterdam. In die hoedanigheid ontwierp hij de Muiderpoort.
Rauws was afkomstig uit een aanzienlijke bestuurdersfamilie uit Woudrichem, waar zijn grootvader, vader en broer het tot burgemeester brachten, en werd op 22 december 1760 beëdigd als ingenieur bij de genie van de generaliteit. Hij was achtereenvolgens gelegerd in Grave (1761-'64) en Arnhem (1764-'66), waar hij werd bevorderd tot eerste luitenant. In 1766 verhuisde hij naar Amsterdam, om als adjunct van directeur Gerard Frederik Maybaum van de stadsfabriek te worden aangesteld. In het voorjaar van 1768 overleed Maybaum en volgde Rauws hem op. Zijn aanstelling als niet-Amsterdammer leidde tot een boze open brief van de Amsterdamse kunstliefhebber Cornelis Ploos van Amstel.
Vanwege zijn bouwkundige expertise werd Rauws ook als onafhankelijk deskundige buiten Amsterdam om advies gevraagd, zoals bij de bouwproblemen van de Delftsche Poort in Rotterdam.
De Muiderpoort uit 1770 - de vorige poort uit 1663 was in de nacht van 29 op 30 januari 1769 ingestort - geldt als het enige bekende zelfstandige werk van Rauws. Hij koos voor een poortmodel dat niet zozeer de Hollandse traditie volgde, maar voornamelijk was geïnspireerd op de Franse militaire architectuur. Vanwege de korte duur van zijn aanstelling in Amsterdam, heeft hij daar verder niet veel gebouwd. Wel maakte hij in 1771 ontwerpen voor een nieuwe Hervormde Kerk in Ouderkerk aan de Amstel, die uiteindelijk naar ontwerp van zijn opvolger Jacob Eduard de Witte zou verrijzen. Ook maakte hij mogelijk voor de Amsterdamse koopman Hendrik Sandijk plannen voor de verbouwing van diens landhuis Rhijnhof bij Leiden.
Vier jaar na zijn aanstelling liet hij het leven in de grote brand van de Amsterdamse Schouwburg van 11 mei 1772, nadat hij nog meerdere mensen had weten te redden. Uit het onderzoek naar de brand kwam naar voren dat een van oorzaken van de achttien doden een gebrek in het ontwerp was: de deuren openden naar binnen en konden daardoor in het gedrang moeilijk geopend worden. Het was Rauws zelf geweest die nog geen jaar eerder de supervisie over de verbouwing van de schouwburg had gehad en daarvoor zelf ook enige ontwerpen had vervaardigd.